# Oceanijski kup u hokeju na travi
 Oceanijski kup (eng. Oceania Cup) je oceanijsko natjecanje u športu hokeju na travi. Organizira ga Oceanijska hokejska federacija (eng. Oceania Hockey Federation).
Održava se svake dvije godine, a prvi put se održao 1999. godine. Do sada su se muška i ženska natejcanja održavala na istim mjestima.
Dobrim plasmanom na ovom natjecanju izabrani sastavi mogu izboriti sudjelovanje na svjetskom kupu za muškarce i za žene, kao i na Olimpijskim igrama.

## Rezultati

### Muški
| 1999. | Brisbane, Australija                  | Australija | 5:2 6:0 2:3 | Novi Zeland | samo dva sastava su igrala | samo dva sastava su igrala | samo dva sastava su igrala |
| 2001. | Melbourne, Australija                 | Australija | 3:3 1:1 4:3 | Novi Zeland | samo dva sastava su igrala | samo dva sastava su igrala | samo dva sastava su igrala |
| 2003. | Christchurch, Wellington, Novi Zeland | Australija | 4:3 4:1     | Novi Zeland | samo dva sastava su igrala | samo dva sastava su igrala | samo dva sastava su igrala |
| 2005. | Suva, Fidži                           | Australija | 5:1         | Novi Zeland | Fidži                      |                            | nije bilo četvrtog         |
| 2007. | Buderim, Australija                   | Australija | 3:1         | Novi Zeland | Papua Nova Gvineja         |                            | nije bilo četvrtog         |
| 2009. | Invercargill, Novi Zeland             | Australija | 3:1         | Novi Zeland | Samoa                      |                            | nije bilo četvrtog         |

### Vječna ljestvica osvajača odličja
Nakon 2009.
| Momčad             | Zlato | Srebro | Bronca |
| ------------------ | ----- | ------ | ------ |
| Australija         | 6     |        |        |
| Novi Zeland        |       | 6      |        |
| Fidži              |       |        | 1      |
| Papua Nova Gvineja |       |        | 1      |
| Samoa              |       |        | 1      |

### Žene
| 1999. | Sydney, Australija        | Australija  | 1:0 2:0 4:0       | Novi Zeland | samo dva sastava su igrala | samo dva sastava su igrala | samo dva sastava su igrala |
| 2001. | Novi Zeland               | Australija  | 3:1 5:2 3:1       | Novi Zeland | samo dva sastava su igrala | samo dva sastava su igrala | samo dva sastava su igrala |
| 2003. | Melbourne Auckland        | Australija  | 2:0 6:0           | Novi Zeland | samo dva sastava su igrala | samo dva sastava su igrala | samo dva sastava su igrala |
| 2005. | Suva, Fidži               | Australija  | 0:1 4:0 2:0       | Novi Zeland | samo dva sastava su igrala | samo dva sastava su igrala | samo dva sastava su igrala |
| 2007. | Buderim, Australija       | Novi Zeland | 1:0               | Australija  | Fidži                      | 6:0                        | Papua Nova Gvineja         |
| 2009. | Invercargill, Novi Zeland | Novi Zeland | 2:2 (1:0) (rasp.) | Australija  | Samoa                      |                            | nije bilo četvrte          |

### Vječna ljestvica osvajačica odličja
Nakon 2009.
| Djevojčad   | Zlato | Srebro | Bronca |
| ----------- | ----- | ------ | ------ |
| Australija  | 4     | 2      |        |
| Novi Zeland | 2     | 4      |        |
| Fidži       |       |        | 1      |
| Samoa       |       |        | 1      |